# Sara Lowe
Sara Lowe (Dallas, 30 de abril de 1984) é uma ex-nadadora sincronizada estadunidense, medalhista olímpica.

## Carreira
Sara Lowe representou seu país nos Jogos Olímpicos de 2004, ganhando a medalha de bronze por equipes. 